# زهير السباعي
زهير السباعي (19 فبراير 1939م، مكة المكرمة) طبيب وكاتب وإعلامي سعودي، عُين عضواً في مجلس الشورى السعودي من عام 1993م إلى عام 2005م. قدم برنامج (الطب والحياة) على قناة السعودية لمدة 15 عاماً، وصدر له مجموعة من المؤلفات منها: كتاب «تجربتي في تعليم الطب باللغة العربية»، وكتاب «الصحة في المملكة العربية السعودية».

## التعليم
- حصل على زمالة الكلية البريطانية للأطباء عام 1993م.
- حصل على الدكتوراة في التخطيط الصحي من جامعة جونزهوبكنز في الولايات المتحدة عام 1969م.
- حصل على ماجستير الصحة الدولية من أمريكا عام 1967م.
- حصل على دبلوم طب المناطق الحارة من ألمانيا عام 1965م.
- حصل على بكالوريوس الطب والجراحة من جامعة عين شمس بالقاهرة عام 1962م.[6]

## العمل والمناصب
- رئيس جمعية تعزيز الصحة عام 2006م.

- المشرف على مشروع جامعة العلوم والتقنية بالطائف عام 2000 حتى 2004م.
- رئيس مجلس إدارة معاهد السباعي عام 1996م.
- عضو مجلس الشورى من عام 1993 إلى عام 2005م.[7]
- عضو مجلس أمناء جامعة الخليج العربي عام 2000 حتى عام 2004م.
- رئيس تحرير مجلة طب الأسرة والمجتمع من عام 1993 إلى عام 1997م.
- رئيس الجمعية السعودية لطب الأسرة والطفل في الفترة من 1991إلى 1994م.
- رئيس المجلس العربي لطب الأسرة والطفل بين عامي 1987 و1994م.
- أستاذ طب الأسرة والمجتمع في جامعة الملك فيصل عام 1986م.
- عميد الدراسات الطبية العليا بوزارة الدفاع والطيران من عام 1982 إلى 1984م.
- العميد المؤسس لكلية الطب في أبها من عام 1980م إلى عام 1982م.
- عضو هيئة التدريس في كلية الطب في جامعة الملك سعود من عام 1973م إلى عام 1980م.
- مدير إدارة التخطيط والبرامج في وزارة الصحة من عام 1969م إلى 1973م.[3]

## المؤلفات
| الكتاب                                                        | التاريخ | مصدر                                 |
| ------------------------------------------------------------- | ------- | ------------------------------------ |
| الصحة العامة في المجتمع العربي                                | 1975    |                                      |
| صحة الأسرة                                                    | 1984    |                                      |
| كيف تتقي الأمراض وضربة الشمس في موسم الحج                     | 1984    |                                      |
| الصحة في المملكة العربية السعودية                             | 1988    |                                      |
| خلق الطبيب المسلم                                             | 1990    |                                      |
| الرعاية الصحية الأولية عام 2000 (ترجمة)                       | 1990    | ترجمة بالاشتراك مع سيف الدين بلال    |
| الصحة في حفر الباطن                                           | 1990    | بالإشتراك مع د. نبيل قرشي            |
| القلق وكيف تتخلص منه                                          | 1991    | بالاشتراك مع د. شيخ إدريس عبد الرحيم |
| الطبيب أدبه وفقهه                                             | 1993    | بالاشتراك مع محمد علي البار.         |
| حوار بين الأم والطبيب                                         | 1994    |                                      |
| التثقيف الصحي: مبادئه وأساليبه                                | 1995    | بالاشتراك مع حسن بله الأمين          |
| تجربتي في تعليم الطب باللغة العربية                           | 1996    | [ 8 ]                                |
| أيام من حياتي                                                 | 2003    |                                      |
| تعليمنا إلى أين ؟ رسالة إلى الأمة العربية                     | 2007    | [ 9 ]                                |
| الرعاية الصحية: نظرة مستقبلية                                 | 2011    | [ 10 ]                               |
| المخدرات الهاوية المدمرة                                      | 2016    |                                      |
| سلامة الغذاء والصحة العامة: التثقيف الصحي للعاملين في المنشآت | 2019    |                                      |
| الصحة والرؤية                                                 | 2019    | [ 11 ]                               |
| الرعاية الصحية الأولية: هل هي عروس مجلوة ؟                    | 2020    |                                      |
| فيروس كورونا الجديد: Covid 19                                 | 2020    |                                      |

## روابط خارجية
- الدكتور زهير السباعي ضيف برنامج وينك ؟ مع محمد الخميسي
- برنامج الطب والحياة الحلقة الأولى مع د. زهير السباعي